# سیارک آلیندا
سیارک آلیندا (انگلیسی: Alinda asteroid) گروهی پویا از سیارک‌ها هستند که دارای محور نیمه اصلی تقریباً 2.5 AU و مرکز گریز مداری تقریباً بین ۰٫۴ تا ۰٫۶۵ هستند. دلیل این نامگذاری سیارک 887 Alinda است که توسط اخترشناس آلمانی ماکس ولف در سال ۱۹۱۸ کشف شد.
این اجسام توسط رزنانس مداری ۱: ۳ با مشتری در فاصلهٔ (502/2 AU) در این منطقه گرفتار آمده‌اند که نتیجهٔ آن نزدیک بودن آنها به رزنانس ۴: ۱ با زمین در فاصلهٔ (2.520 AU) است. خروج از مرکز مداریِ جرم در این رزنانس در اثر برهم کنش گرانشی با مشتری دائماً افزایش می‌یابد تا اینکه سرانجام با سیاره داخلی که رزنانس را سبب شده، از نزدیک برخورد می‌کند.
بعضی از آلینداها دارای اوج و حضیض بسیار نزدیکی به مدار زمین هستند، در نتیجه تا حدودی دقیقاً در فاصله‌های چهار ساله یک سری از برخوردها رخ می‌دهد، که به دلیل رزنانس نزدیک ۴: ۱ است.
یکی از پیامدهای این موقعیت این است که اگر یک سیارک آلیندا در زمان نزدیک شدن به زمین (به عنوان مثال، در فاصلهٔ کمی از خورشید) در موقعیت نامطلوبی برای مشاهده قرار داشته باشد، این وضعیت می‌تواند برای دهه‌ها ادامه داشته باشد. در واقع، تا سال ۲۰۱۰، سیارک آلندایی کتسالکوآتل ۱۹۱۵ از سال ۱۹۸۵ به بعد تنها یک بار مشاهده شده‌است.